# Fidjiens
 (août 2018).
Si vous disposez d'ouvrages ou d'articles de référence ou si vous connaissez des sites web de qualité traitant du thème abordé ici, merci de compléter l'article en donnant les références utiles à sa vérifiabilité et en les liant à la section « Notes et références ».

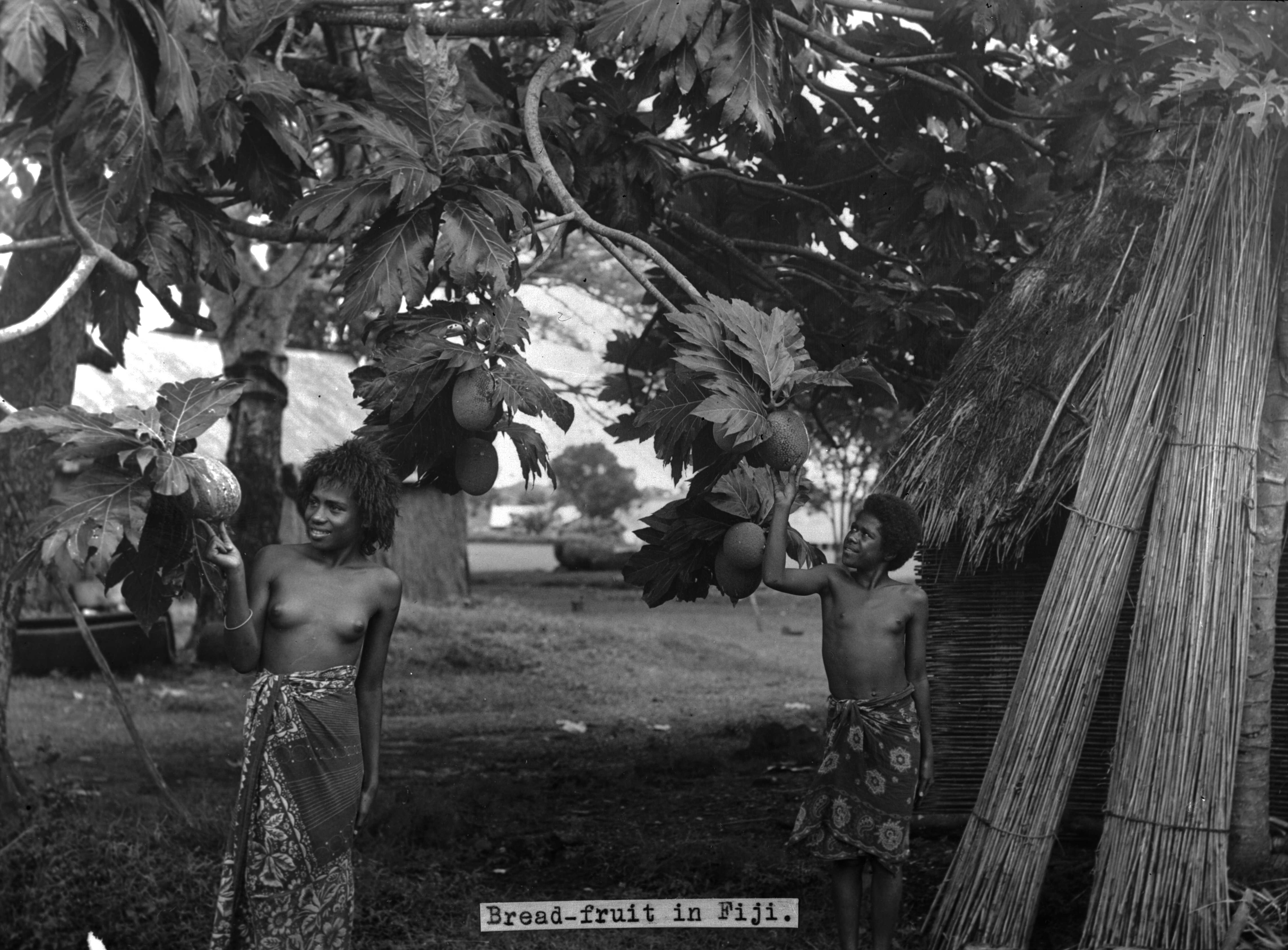
Des jeunes femmes sous un arbre à pain, Fiji

Les Fidjiens, ou iTaukei, sont une nation et le principal groupe ethnique originaire des Fidji, qui parlent fidjiens et partagent une histoire et une culture communes.

## Historique
Les Fidjiens sont le principal peuple autochtone des îles Fidji et ils vivent dans une région communément appelée Mélanésie. On pense que les Fidjiens autochtones sont arrivés aux Fidji en provenance de l'ouest de la Mélanésie il y a environ 3 500 ans, bien que l'origine exacte du peuple fidjien soit inconnue. Plus tard, ils se déplaceront vers d'autres îles voisines, y compris Rotuma, et se mélangeront avec d'autres colons (polynésiens) sur Tonga et Samoa. Ils sont indigènes de toutes les régions des Fidji, à l'exception de l'île de Rotuma. Les premiers colons sont maintenant appelés les « Lapita » du nom d'une poterie locale. La poterie Lapita a été trouvée dans la région dès 800 avant Jésus-Christ.
En 2005, les Fidjiens autochtones représentaient un peu plus de la moitié de la population fidjienne totale. Les Fidjiens autochtones sont principalement d'origine mélanésienne, avec un certain mélange polynésien.
Selon le ministère des Affaires des îles du Pacifique, l'Australie a la plus grande population d'expatriés fidjiens, alors que les Fidjiens étaient aussi le cinquième groupe ethnique du Pacifique vivant en Nouvelle-Zélande ; une diminution de 8 % entre 1996 et 2001. La population des îles du Pacifique est estimée à 231 800 habitants en 2001, dont environ 7 000 Fidjiens. En dehors de l'Océanie, une importante diaspora fidjienne se trouve dans d'autres pays anglophones, à savoir le Canada, les États-Unis et le Royaume-Uni.
Le Bose Levu Vakaturaga (Grand Conseil des Chefs) a déjà adopté des lois et des règlements régissant le peuple fidjien autochtone. Jusqu'à sa dissolution par l'armée fidjienne à la suite du coup d'État de 2006, le Grand Conseil des Chefs se réunissait chaque année pour discuter des problèmes des Fidjiens de souche. Le conseil, qui était auparavant chargé de nommer le président des Fidji, était composé de 55 chefs fidjiens choisis dans les 14 provinces. Le conseil comprenait trois personnes nommées par l'île de Rotuma et six personnes nommées par le ministre des Affaires fidjiennes. Le Ministre des Affaires fidjiennes consultait le Président dans le processus de sélection. L'ancien Premier ministre Sitiveni Rabuka a été nommé à vie au Conseil.